# Сосредоточенный огонь
Сосредоточенный огонь — способ повышения плотности огня для оперативного подавления или уничтожения противника, которое достигается путём увеличения количества огневых средств, ведущих стрельбу по одной цели или по какой-либо конкретной части боевого построения противника. 

## Разновидности
В артиллерии, рассматривается как один из видов артиллерийского огня, при котором несколько батарей, дивизионов или артиллерийских кораблей концентрируют огонь на одной приоритетной цели. Батареи при этом ведут огонь по центру участка сосредоточенного огня на одной или нескольких установках прицела и угломера; дивизион может организовать огонь батареями внакладку и с распределением участков цели между батареями. Размеры участков сосредоточенного огня зависят от поставленных боевых задач и огневых возможностей артиллерийских подразделений. При этом наземная артиллерия, как правило, использует сосредоточенный огонь для поражения неприятельских войск в районах сосредоточения и в опорных пунктах, корабельная или береговая — для поражения крупных надводных или морских групповых целей, зенитная — для поражения наиболее важных групповых или одиночных воздушных целей несколькими зенитными подразделениями или орудийными установками. При стрельбе из танков прямой наводкой сосредоточенный огонь применяется для поражения скоплений противника, групп атакующих танков и т. п.
При использовании штатного пехотного вооружения под сосредоточенным огнём понимается одновременное огневое воздействие на цель несколькими автоматами, пулемётами, гранатомётами и т.п., а также — одним или несколькими подразделениями (от взвода до роты).